# 巴多德
巴多德（Badod），是印度中央邦Shajapur县的一个城镇。总人口11764（2001年）。

## 人口
该地2001年总人口11764人，其中男性6071人，女性5693人；0—6岁人口2081人，其中男1054人，女1027人；识字率63.26%，其中男性为73.63%，女性为52.20%。